# Barney Frank
Barnett Frank, detto Barney (Bayonne, 31 marzo 1940), è un politico statunitense, membro della Camera dei Rappresentanti per lo Stato del Massachusetts dal 1981 al 2013.

## Biografia
Nato e cresciuto nel New Jersey in una famiglia ebraica, Frank si trasferì nel Massachusetts da adulto e successivamente si dedicò alla politica aderendo al Partito Democratico.
Nel 1972 venne eletto all'interno della legislatura statale e vi rimase per otto anni. Nel 1980 si candidò alla Camera dei Rappresentanti per il seggio lasciato vacante dal deputato Robert Drinan, sacerdote cattolico che aveva lasciato il Congresso dietro richiamo del papa Giovanni Paolo II (il quale infatti aveva richiesto ai sacerdoti impegnati in politica di lasciare le loro cariche). Frank riuscì a vincere di misura le elezioni e subentrò a Drinan.
Due anni dopo Frank concorse per la rielezione, ma a causa di un ridefinimento dei distretti congressuali, si trovò a competere con la deputata repubblicana in carica Margaret Heckler. Sebbene il nuovo distretto contenesse prevalentemente l'elettorato della Heckler, Frank riuscì a sconfiggerla e rimase al Congresso.
Negli anni successivi Frank venne rieletto deputato per altri quattordici mandati, finché nel 2012 annunciò il proprio ritiro dalla politica e lasciò la Camera al termine del mandato.
Ideologicamente, Frank si è sempre configurato come un democratico molto progressista e un accanito difensore dei diritti civili, soprattutto in riferimento alla causa LGBT e al diritto alla libera scelta in fatto d'aborto. È un convinto sostenitore dello Stato di Israele.

## Vita privata
Nel 1987 fu il primo deputato nella storia a dichiarare la propria omosessualità e da allora si è sempre battuto per le cause gay.
Dopo una lunga relazione con l'economista Herb Moses, Frank conobbe Jim Ready, di trent'anni più giovane di lui, che sposò nel luglio del 2012, pochi mesi prima del suo pensionamento. Così facendo, Barney Frank divenne il primo membro del Congresso a sposare una persona dello stesso sesso durante un mandato politico.